# Richard Dannatt, barone Dannatt
Francis Richard Dannatt (Broomfield, 23 dicembre 1950) è un generale britannico.

## Biografia

### I primi anni
Figlio di Anthony Dannatt e Mary Chilvers, nacque nella casa paterna di Broomfield (oggi sobborgo di Chelmsford), nell'Essex. Suo padre e suo nonno entrambi architetti lavoravano insieme in uno studio a Chelmsford, mentre sua madre era un'insegnante part-time presso il London Bible College. Una sorella maggiore morì di tumore al seno nel 1988. Dannatt fu pesantemente influenzato dal suo bisnonno paterno, un contadino vittoriano di fede cattolica, inventore di un innovativo sistema drenante per l'agricoltura.
Dannatt e sua sorella frequentarono scuole diverse. Lui fu alunno della Felsted Junior School, dove iniziò ad avere l'aspirazione di diventare un giocatore professionista di cricket. Per la sua istruzione secondaria, venne inviato al St. Lawrence College di Ramsgate, nel Kent, ove aderì alla Combined Cadet Force (CCF) divenendo sottufficiale. Negli anni in cui frequentò la scuola, iniziò a detestare il suo primo nome, Francis, poiché veniva spesso confuso con una ragazza, in quanto nella grafia inglese il maschile e il femminile di Francesco si scrivono nella medesima maniera. Preferì pertanto, dai 15 anni in poi, utilizzare il suo secondo nome, Richard. Intenzionato a divenire avvocato si applicò agli studi di legge al Emmanuel College, Cambridge, ma successivamente intraprese la carriera militare.

### L'inizio della carriera militare
Inizialmente interessato al ruolo di carrista, Dannatt preferì in seguito aderire ai Green Howards, propendendosi quindi per la fanteria dopo una visita alla caserma di Colchester. Qui incontrò Peter Anthony Inge, allora maggiore. Nel settembre 1969 entrò a far parte della Royal Military Academy Sandhurst , mentre dal 30 luglio 1971 divenne secondo tenente presso il reggimento di fanteria conosciuto come Green Howards. Dopo un breve periodo di tirocinio operativo, venne inviato a Belfast, Irlanda del Nord, come comandante di plotone. Una volta completato il periodo nella zona di assegnazione, ritornò in patria per frequentare un corso di perfezionamento per comandanti di plotone, raggiungendo poi i Green Howards nella loro caserma in Germania occidentale. Sul finire del 1972 fece poi ritorno con il suo plotone a Belfast. Durante un'operazione a fuoco contro gli insorti dell'Irlanda del Nord, per la sua cavalleria nei confronti del nemico, ottenne una Military Cross. Il 30 gennaio 1973 venne promosso sottotenente. Completato il suo servizio in Irlanda del Nord frequentò un corso pagato dal ministro della difesa all'Hatfield College, dell'Università di Durham iniziando gli studi di storia economica sul finire del 1973.
Durante le vacanze estive, Dannant ottenne il permesso di raggiungere i Green Howards. Per due estati consecutive, sino al 1975, il reggimento si trovò in servizio nell'Irlanda del Nord, ad Armagh. Fu proprio in quell'anno che Dannatt venne coinvolto nelle operazioni di distruzione di un ordigno sospetto fabbricato dagli insorti. Malgrado la massima attenzione prestata, la persona incaricata del disarmo la bomba esplose, Dannatt rimase illeso, mentre furono colpiti altri tre soldati, mentre il comandante della sua compagnia, il maggiore Peter Willis, mori. Poco dopo, Dannatt arrestò un uomo che era collegato alla responsabilità dell'incidente. Dannatt si laureò nel 1976 e, riprendendo servizio nel suo reggimento, venne posto di stanza a Berlino Ovest. Venne nominato aiutante del suo battaglione e promosso capitano nel luglio del 1977. L'11 novembre 1977, Dannatt, ad appena 26 anni di età, venne colpito da un infarto; in due anni guarì, tornando in servizio attivo solo nel 1978. Venne quindi mandato nuovamente in Irlanda del Nord, accompagnato dalla moglie, la quale diede alla luce il loro primo figlio al Craigavon Area Hospital alcune settimane dopo.
Lasciò l'Irlanda del Nord venendo assegnato alla Royal Military Academy Sandhurst nel Surrey, e successivamente al comando del maggiore Rupert Smith. Donnet decise di dedicarsi allo studio, fuori del suo impegno nell'esercito, superando gli esami allo Staff College Camberley, e lavorando nel contempo anche come civile. Prima di compiere i suoi studi, venne assegnato alla base militare di Catterick Garrison, nel North Yorkshire, come comandante di compagnia. All'inizio del 1981, la sua compagnia si recò alla HM Prison Frankland a causa di uno sciopero degli ufficiali della prigione, della durata di un mese. Poco dopo la fine dello sciopero, venne spostato a Cipro con le Forze di Peacekeeping delle Nazioni Unite prima di tornare nel Surrey. Dopo aver completato un nuovo corso, venne promosso maggiore il 30 settembre 1982, e nominato capo dello staff della 20th Armoured Brigade, di base nella Germania occidentale.
Dopo due anni ritornò nei Green Howards, sempre di base nella Germania occidentale, per comandare, per la seconda volta nella sua carriera, una compagnia. In seguito, nel 1985 per sei mesi, venne nuovamente spostato in Irlanda del Nord, nel suo quarto viaggio nella provincia, viaggio che si dimostrò decisamente più tranquillo dei precedenti. Nel 1986, per conto del Ministero della Difesa Britannico a Londra, venne nominato Assistente Militare del Ministro di Stato per le Forze Armate. Il 30 giugno 1987 venne promosso tenente colonnello, trascorrendo tre anni al Ministero della Difesa britannico, in un ruolo da lui stesso descrisse come,"a metà tra il militare ed il politico", circondato da persone che perlopiù erano inesperte dell'arte militare. Alla fine del suo incarico, venne coinvolto dal feldmarasciallo Sir Niger Bagnall, nella stesura della Dottrina militare britannica, successivamente sottoposta all'approvazione del Ministero della Difesa. Nel 1988 I Green Howards celebravano il loro 300º anniversario, mentre nel 1989 Dannat ottenne finalmente il comando del reggimento, divenendone responsabile del passaggio da fanteria ad aeromobile, formando parte la 24ª brigata di fanteria. Intraprese il suo sesto tour nell'Irlanda del Nord nel 1991 quando i Green Howards vennero impiegati per un mese a South Armagh.
Nel 1991 ritornò allo Staff College Camberley, dove frequentò l'Higher Command and Staff Course (HCSC), dopo il quale, il 31 dicembre 1991, venne promosso.  In quel frangente si occupò attivamente della diffusione della Dottrina militare britannica alla luce della fine della Guerra fredda. Organizzò anche i piani della campagna per il tenente generale Michael Rose nell'ambito dei Balcani con il coinvolgimento dell'United Nations Protection Force (UNPROFOR). Il 31 dicembre 1993 Dannatt venne promosso brigadiere generale, ottenendo il comando della 4th Armoured Brigade, di base in Germania. Trascorse tutto il 1994 al comando della brigata, sovrintendendone gli allenamenti, mentre nel 1995 venne posto d'istanza in Bosnia assieme allo staff del suo quartier generale, lasciando il resto della brigata in Germania e prendendo il comando di unità separate già impiegate in Bosnia. Comandò il settore sud-occidentale delle forze dell'UNPROFOR, composto da truppe di nazioni diverse, prestando servizio anche come comandante delle forze britanniche nell'area (COMBRITFOR). Dopo la firma dell'Accordo Dayton nel novembre 1995, l'UNPROFOR venne guidato dalle Implementation Force della NATO per cui la brigata di Dannatt venne incorporata nella divisione multiculturale comandata dal generale Mike Jackson. Dannatt venne poi nominato commendatore dell'Ordine dell'Impero britannico per il suo servizio nei Balcani. Cedendo il controllo della 4th Armoured Brigade a David Richards, Dannatt nel 1996 venne nominato Direttore dello Staff del Programma di Difesa al Ministero della Difesa britannico, nonché responsabile di parte dell'implementazione della Strategic Defence Review, approvata dal governo laburista nel 1997.

### Alti comandi
Dopo tre anni al Ministero della Difesa, ottenne lo status di ufficiale generale con la promozione a maggiore generale e la presa del comando nel gennaio 1999, della 3rd Mechanised Division. Successivamente in quello stesso anno, la prospettiva di un intervento della NATO nella Guerra del Kosovo divenne sempre più reale, così Dannatt con il suo staff iniziarono a programmare l'invasione del territorio via terra. Quando però Slobodan Milošević si accordò per ritirare le forze serbo-jugoslave dal Kosovo, i negoziati vennero diretti da Mike Jackson. Venne deciso, dato il cospicuo numero di truppe inglesi in servizio nell'area, che il quartier generale della 3rd Division fosse impiegato come supervisore delle operazioni britanniche nell'area, con Dannatt come rappresentante del COMBRITFOR. Dopo poco dall'arrivo di Dannatt, una colonna armata russa si mosse nel Kosovo prendendo il controllo dell'aeroporto di Pristina. Wesley Clark, Supremo Comandante Alleato per l'Europa della NATO, ordinò a Jackson, comandante del KFOR, di bloccare le partenze dell'aeroporto per impedire che i russi potessero ottenere dei rifornimenti. Per la preparazione dimostrata in questa fase delicata delle operazioni, Dannatt ottenne una Queen's Commendation for Valuable Service.

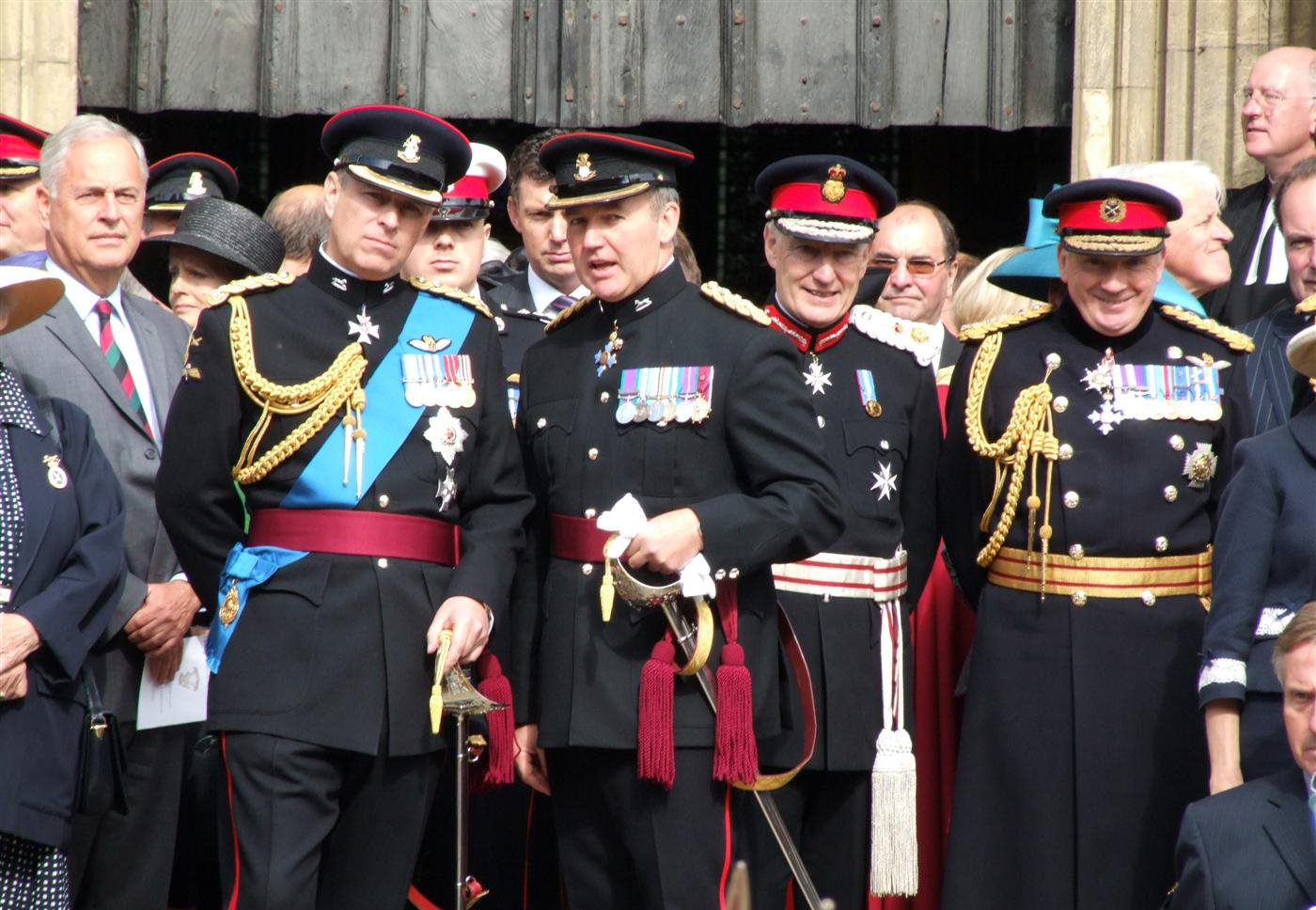
Dannatt (a destra) con James Dugdale, II barone Crathorne, Lord Luogotenente dello Yorkshire del Nord; il maggiore generale Nick Houghton; ed il principe Andrea, duca di York (a sinistra).

Ritornando alla 3rd Division, Dannatt pianificò due esercitazioni in Canada, la cui prima fu la più grande dopo la Guerra fredda, mentre la seconda ebbe luogo dopo la fine del comando di Dannatt. Dannatt partecipò al processo contro Radislav Krstić in relazione al Massacro di Srebrenica, poco dopo che, nel 2000, era stato posto di stanza in Bosnia, dove fu comandante per le forze di stabilizzazione della NATO. La sua presenza nella zona era programmata per un anno intero ma venne interrotta dal ritiro di Sir Michael Willcocks dall'esercito e dalla sua nomina a Black Rod. Dannatt venne nell'aprile 2001 nominato Assistant Chief of the General Staff (ACGS). Nel settembre del 2001, si recò in visita alle truppe britanniche a Cipro poco dopo l'attacco dell'11 settembre. Come ACGS, venne coinvolto solo perifericamente dai preparativi dell'esercito per l'Afghanistan e poi per l'Iraq, rimanendo perlopiù a disposizione del Capo dello Staff Generale Michael Walker quando questi non fosse stato disponibile. Nel 1996 David Richard subentrò a Dannatt come ACGS, al quale già aveva concesso il comando della 4th Armoured Brigade, subentrando sempre a Dannatt come Capo dello Staff Generale.
Il 16 gennaio 2003 Dannat venne nominato comandante dell'Allied Rapid Reaction Corps (COMARRC) e promosso tenente generale nello stesso giorno. Durante questo periodo egli venne impegnato nel dispiego dell'ARRC in Iraq e Afghanistan, ma esso venne poi dispiegato sotto il comando di David Richards. Nel giugno 2004 ottenne il titolo di cavaliere commendatore dell'Ordine del Bagno . Il 7 marzo 2005 subentrò a Sir Timothy Granville-Chapman come Comandante in Capo delle forze di terra (CINCLAND) (responsabile della gestione giornaliera dell'esercito) e promosso generale in quello stesso giorno. Sotto la sua guida come comandante venne effettuata la riorganizzazione della fanteria, il che portò alla perdita di molti nomi storici dei reggimenti britannici, tra cui il reggimento di Dannatt, i Green Howards, che divennero il 2º battaglione dello Yorkshire Regiment (Green Howards).

#### Capo di stato maggiore

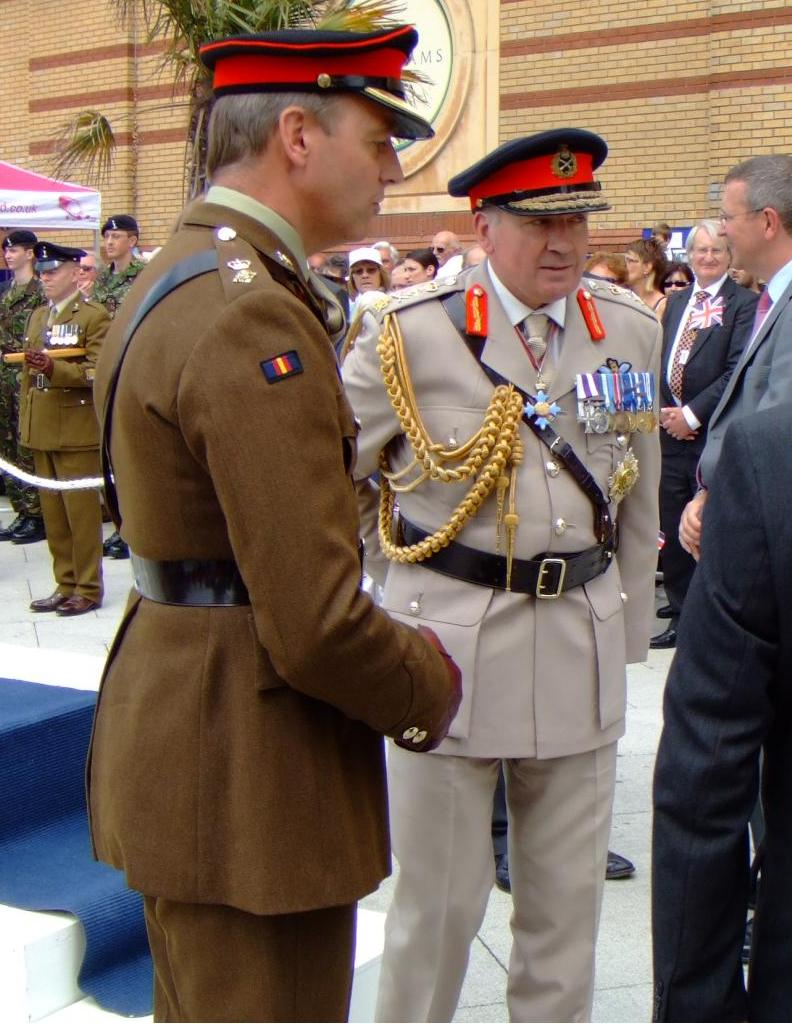
Dannatt (a destra) come CGS ad una parata nella Giornata delle Forze Armate britanniche tenutasi a Southend, nell'Essex.

Il 29 agosto 2006, dopo il ritiro di sir Mike Jackson, Dannatt venne nominato Capo dello stato maggiore dell'esercito britannico (Chief of the General Staff, CGS). Comprendendo che la formazione delle forze armate britanniche aveva visto un sempre maggiore distacco tra ufficiali superiori e truppa, prese la decisione come primo atto da CGS di scrivere una lunga lettera al Segretario di Stato per la Difesa, Des Brown, inviandola per copia anche a Bill Jeffrey per il Ministero della Difesa, al maresciallo dell'aria sir Jock Stirrup, Capo dello Staff della Difesa ed al First Sea Lord e Capo dello Staff dell'Aria, i suoi corrispettivi in marina e aviazione. Nella lettera egli inoltre evidenziò come l'uso di elicotteri fosse superfluo in un'area come quella, ma che piuttosto andassero favoriti gli attacchi via terra, consentendo inoltre maggiore ricambio ai soldati per consentire loro di tornare dalle famiglie. Il fine settimana successivo all'invio della lettera, si recò in Afghanistan come sua prima visita ufficiale nel ruolo di CGS.
Nell'ultimo suo periodo di comando, Dannatt si concentrò essenzialmente sulla sua immagine pubblica, soprattutto dopo la morte di Baha Mousa, riuscendo ad ottenere con sorpresa un bonus per i soldati che avessero trascorso sei mesi in Iraq ed Afghanistan per il mese successivo. Nell'ottobre 2006 Dannatt apparve sui giornali per aver rilasciato un'intervista a Sarah Sands del Daily Mail nella quale riteneva opportuno il ritiro delle truppe dall'Iraq per permettere all'esercito di focalizzarsi sull'Afghanistan, permettendo nel contempo ai soldati feriti di riprendersi nei ricoveri militari piuttosto che negli ospedali civili. Molti giornali interpretarono questo suo commento come un palese attacco al governo e, personalmente, al primo ministro in carica, Tony Blair. I suoi commenti ebbero l'eco di diversi giornalisti ed ufficiali in pensione, ed alcuni giunsero a richiedere le dimissioni di Dannatt, mentre Simon Jenkins del The Times ha definito i commenti di Dannatt "nel contempo audacemente coraggioso e completamente ingenuo".
Nel 2007, Dannatt e sua moglie, Pippa, visitarono Headley Court, ed il centro di riabilitazione del Ministero della Difesa dedicato al personale militare ferito, dedicandosi alla raccolta fondi per la costruzione di una piscina riabilitativa per i degenti, aperta poi nel 2010.
Dannatt si recò nuovamente in visita in Afghanistan cercando di migliorare il morale e le continue pressioni della guerra con la sua presenza, recandosi in visita inoltre a suo figlio, Bertie, che prestava servizio nei Grenadier Guards. Sempre nel 2007, Dannatt prese la decisione di non permettere al principe Harry di prestare servizio in Iraq, mentre questi venne destinato in Afghanistan per tre mesi tra la fine del 2007 e l'inizio del 2008. Nel 2008 Dannatt venne elevato al rango di Cavaliere di Gran Croce dell'Ordine del Bagno in occasione dei New Year Honours. Il suo ruolo come CGS terminò nell'agosto del 2008 al quale subentrò Sir David Richards.

### Titoli onorifici
Dannatt venne nominato colonnello dei Green Howards, succedendo al feldmaresciallo Peter Inge il 1º dicembre 1994, rimanendo in carica sino al maggio 2003 quando venne sostituito dal brigadiere generale John Powell. dal 1º aprile 1999 Dannatt succedette a Sir Christopher Wallace come Colonnello Comandante dell'Adjutant General's Corps, mantenendo tale incarico sino al 17 giugno 2005, quando venne sostituito dal maggiore generale Bill Rollo. Venne nominato Colonnello Comandante della King's Division, succedendo a Sir Scott Grant, il 1º luglio 2001. Lasciò questo incarico il 10 dicembre 2005 al tenente generale Nick Houghton.
Tra le nomine, nel 2002, Dannatt trascorse sei settimane alla Scuola d'aviazione dell'esercito "Army Air Corps Middle Wallop", ove ottenne il brevetto di pilota di elicottero per completare il suo ruolo come colonnello comandante dell'Army Air Corps (AAC), al quale venne nominato dal 1º aprile 2004, succedendo a Michael Walker. Venne inoltre nominato Aiutante di Campo della regina Elisabetta II il 5 giugno 2006. Lasciò questo incarico il 1º luglio del 2009, sostituito da Adrian Bradshaw.

### Gli anni del ritiro dalla carriera militare

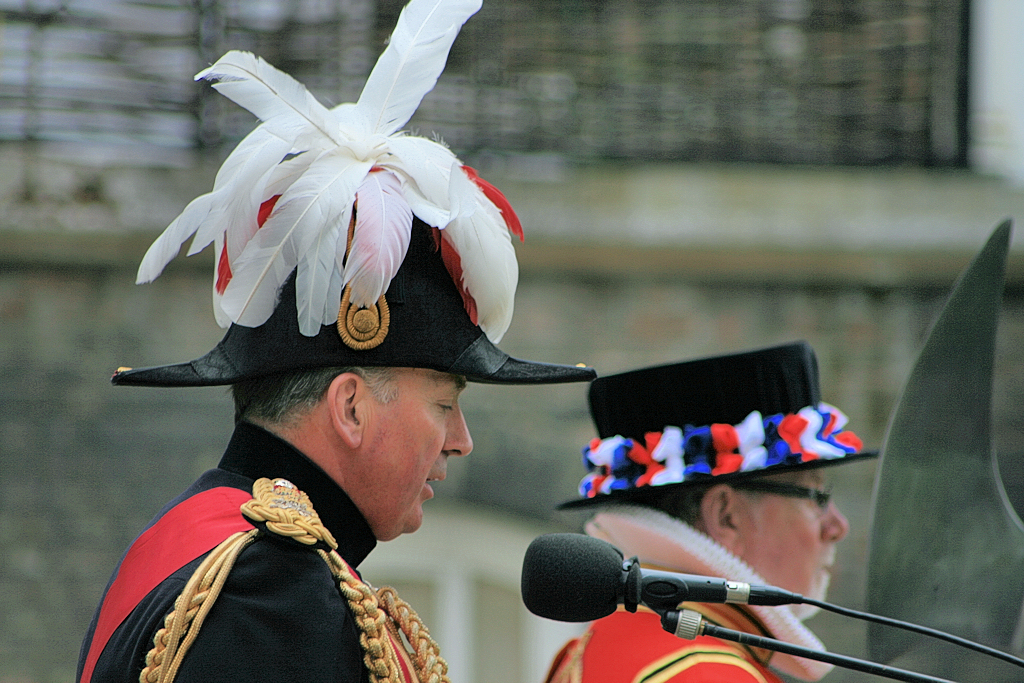
Dannatt in uniforme cerimoniale da Conestabile della Torre di Londra nel 2010

Nel febbraio del 2009 venne annunciato che, dopo il suo ritiro, Dannatt sarebbe stato nominato 159° Conestabile della Torre di Londra. Il suo predecessore in quella carica, il generale Roger Wheeler, aveva terminato il proprio incarico il 31 luglio e Dannatt iniziò il 1º agosto 2009.
Durante questo periodo venne avvicinato da David Cameron, all'epoca leader del Partito Conservatore e Lader dell'opposizione, che lo invitò a divenire consigliere del gabinetto ombra. Malgrado i regolamenti prevedessero che un membro delle forze armate mantenesse una neutralità politica durante la tenuta del proprio incarico, col suo pensionamento Dannatt decise di accettare a livello informale. La sua decisione, che divenne pubblica nell'ottobre del 2009 (a soli due mesi dal ritiro effettivo di Dannatt dall'esercito) riaccese alcune polemiche sulla neutralità dei membri delle forze armate. Si dimise da questo ruolo di consigliere poco dopo le elezioni del 2010 riferendo a Cameron, ora primo ministro, che avrebbe dovuto servirsi di un altro consulente più politico di lui da quel momento. Su pressione di Cameron, venne incluso nei pari del Regno Unito e nominato Barone nel novembre del 2010.
Dannatt nel 2010 scrisse un'autobiografia dal titolo, Leading from the Front (Una guida dal fronte), pubblicata da Bantam Press. Nel libro è chiara la sua visione anti laburista in particolare relativamente alla conduzione degli affari d'esercito dal 1997 al 2010 di Gordon Brown, Cancelliere dello Scacchiere e poi primo ministro, accusandolo in particolare di aver "malignamente tradito" l'ideale di Tony Blair. Egli criticò anche Tony Blair perché aveva acconsentito a lasciarsi reggere da Brown.